# Nestorianisme
El nestorianisme és una doctrina cristològica iniciada al segle v per Nestori, patriarca de Constantinoble. Predicava que Maria no era la Mare de Déu, sinó només la mare de Jesús, una persona que va allotjar el Fill diví però que no s'hi havia de confondre (això s'anomena la doctrina de les dues persones). El nestorianisme va tenir seguidors que van fundar la seva pròpia església i que són importants sobretot per les traduccions dels textos grecs antics. Segons els moderns historiadors, el cisma no fou tant religiós com polític, i va afectar el clergat oriental més sotmès a la influència dels perses. Aquest corrent fou declarat com a heretge pel Concili d'Efes el 431.

## Història
Al Concili de Selèucia-Ctesifont del 410 les comunitats cristianes de Mesopotàmia van renunciar a la subjecció al patriarca d'Antioquia i als bisbes "occidentals", i el bisbe de Selèucia-Ctesifon va assolir el rang de catolicós, formant una comunitat separada integrada per sis províncies sota autoritat del catolicós resident a la capital de l'imperi sassànida:
- Babilònia (Beth Aramaye) amb capital a Ctesifon. En cas de vacant el bisbe de Kashkar exercia com a catolicós.
- Susiana (beth Huzaye) amb capital a Gondeshapur (Beth Laphat)
- Mesopotàmia del nord (Beth Arabhaye), capital Nisibe
- Mesene o Mesènia (Mayshan), capital Bàssora (Perath de Mayshan)
- Adiabene (Hedhayyabh), capital Arbil
- Garmea (Beth Garmay), capital Karkha de Beth Selokh (Kirkuk)

Una setena província es va afegir durant el segle v (Persis) i un altre al segle vi (Merv). L'activitat missionera dels nestorians fou notable i s'han troben proves a l'Àsia central, Mongòlia i Xina. Al Shaanxi una inscripció esmenta al primer missioner Alopen, el 635; l'emperador xinès va autoritzar la religió i l'activitat missionera el 638. L'activitat a la Xina va durar fins al segle xii. Algunes colònies a l'Índia, de data desconeguda, que han persistit fins al dia d'avui, es van fundar a la Costa Malabar i algun altre punt. Hi havia comunitats nestorianes a Qatar, Bahrain, Aràbia del sud (especialment a Najran, Sanà i Marib) segurament continuació d'una primera activitat missionera dels romans d'Orient monofisites que va deixar pas als nestorians el 597 quan el Iemen fou conquerit per Pèrsia. Els làkhmides d'al-Hira eren també nestorians encara que segurament només el darrer rei an-Numan III ibn al-Múndhir (582-602) fou batejat oficialment en aquesta església.
Encara que generalment tolerats a Pèrsia, alguns moments foren víctimes de persecucions com amb Sapor II (309-379) Yazdegerd I (399-420), Bahram V (420-438), i Còsroes II (591-628). Com a "gent del Llibre" (Ahl al-Kitab) els musulmans van tolerar als cristians i a vegades foren acollits com a alliberadors després de la persecució patida a Pèrsia pocs anys abans de la Conquesta musulmana de Pèrsia. Aviat les conversions i la pressió política van afeblir als nestorians i el catolicós Ishuyab III (649-659) ja n'advertia en el seu govern. Les restriccions sota els califes Harun ar-Raixid (786-809) i al-Mutawàkkil (847-861) van portar a molts nestorians a l'islam.
Al final del segle viii la seu del catolicós fou transferida de Selèucia a Bagdad. A partir del segle x les relacions foren bones en part pel paper dels nestorians que dominaven als camps de la medicina, les ciències i la filosofia. Les seves traduccions a l'àrab i al siríac van donar a conèixer els textos clàssics, i d'altra banda van produir la seva pròpia literatura en siríac o en àrab.
A partir del 1258 els nestorians van tenir un paper destacat al tenir el suport dels mongols molts dels quals tenien aquesta religió. Però quan Ghazan va adoptar l'islam la seva situació va canviar. Víctimes de persecucions molts es van convertir. Les seves províncies, que havien arribat a ser 25, es van perdre, quedant reduïdes a les occidentals on tenien més força. Tamerlà va imposar el terror als nestorians del 1396 al 1405. Els nestorians que van sobreviure van fugir a les muntanyes del nord de l'Iraq. El 1450 fou necessari que el càrrec de catolicós esdevingués hereditari d'oncle a nebot designat al seu naixement. Això evitava lluites pel poder però quan el 1551 la seu va quedar vacant una part de l'església va refusar reconèixer al nebot (Shimun VII Denha) i a les planes del nord de l'Iraq van elegir a un bisbe pro-romà (Yuhanna Sudaka) que el 1553 va anar a Roma i fou consagrat pel Papa. Així es va formar l'església Catòlica Caldea, dependent de Roma, si bé no fou constituïda formalment en patriarcat fins al segle xix.
Al Tur Abdin i altres zones muntanyoses de Turquia van restar fidels a Shimun VIII i al segle xix foren anomenats 'assiris', nom que van acceptar. El 1918-1920 la meitat de la població nestoriana (assíria) va ser massacrada. El 1933 el patriarca Mar Shimun XXIII va haver d'abandonar l'Iraq en acabar el mandat britànic i perdre la ciutadania, i va passar a residir a San Francisco (EUA). El 1964 es va adoptar el calendari gregorià i com a protesta per això i pel caràcter hereditari del patriarcat, i encapçalats pel bisbe de la província de l'Índia, Mar Thomas Darmo, van fundar un patriarcat dissident que fou proclamat a Bagdad el 1968. Mar Addai de Bagdad el va succeir el 1970. Però poc després el govern iraquià va convidar a Mar Shimun XXIII a tornar i el va reconèixer legalment com l'únic cap. No obstant el 1973 va renunciar i es va casar i fou assassinat a San Francisco el 1975. El 1976 el bisbe de Teheran fou elegit patriarca amb el nom de Mar Denha IV i va fixar residència a Morton Grove, Illinois, proclamant el final de la dinastia eclesiàstica. El grup escindit el 1968 va romandre separat.
El 1990 els membres de l'Església Oriental Assíria i els de l'Església Caldea eren com un milió, en dues parts força iguals.

## Esglésies de tradició siríaca oriental
- Nestorians (ritus siríac oriental) a l'Iraq, l'Iran i alguns a l'Anatòlia oriental, que formen part de les següents esglésies:
  - Església Assíria Oriental
  - Antiga Església Oriental
- Catòlics de tradició siríaca a l'Iraq i al nord de l'Iran, i a l'Índia, que formen part de les esglésies següents:
  - Església Catòlica Caldea
  - Església Catòlica Siromalabar